# Fablok
Fablok est, depuis 2013, un atelier polonais de forgeage intégré au groupe Martech et basé à Chrzanów. Précédemment, il s'agissait du principal constructeur de locomotives de Pologne. Jusqu'en 1947, le nom officiel était Première usine de locomotives de Pologne ( polonais : Pierwsza Fabryka Lokomotyw w Polsce Sp. Akc.), Fablok étant l'abréviation  de Fabryka Lokomotyw. Après la Seconde Guerre mondiale, Le nom est  devenu « BUMAR - FABLOK SA »,.

## Histoire

### Création et développement (1919-1939)
Fablok a été créé en 1919. Un an plus tard, un contrat est signé avec le gouvernement polonais pour la fourniture aux chemins de fer polonais (PKP) de 1200 locomotives à vapeur sur une période de dix ans. La première locomotive est livrée le 7 avril 1924.

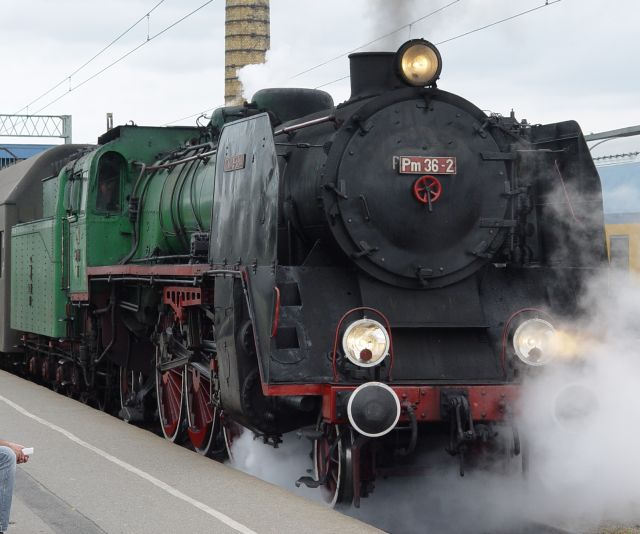
PM36-2

En 1931, une première locomotive est exportée vers les chemins de fer nationaux bulgares.
En 1935 et 1936, cinq locomotives électriques prototypes sont construites sous licence anglaise (Metropolitan-Vickers). Simultanément, cinq autorails rapides de type "Luxtorpeda" sont également assemblés pour les PKP sous licence Austro-Daimler (avec de sérieuses modifications par rapport au prototype autrichien).
En 1937, deux prototypes de locomotives à vapeur rapides sont construites.. L'une d'entre elles (du type Pm36-1) avait un carénage aérodynamique, l'autre avait une carrosserie classique. L'idée étant de tester parallèlement les deux motrices afin de comparer leur vitesse de pointe, accélération, consommation de charbon et d'eau. La Pm36-1 a par ailleurs  remporté une médaille d'or à l' Exposition internationale d'art et de technologie de Paris.

### Seconde Guerre mondiale (1939-1945)

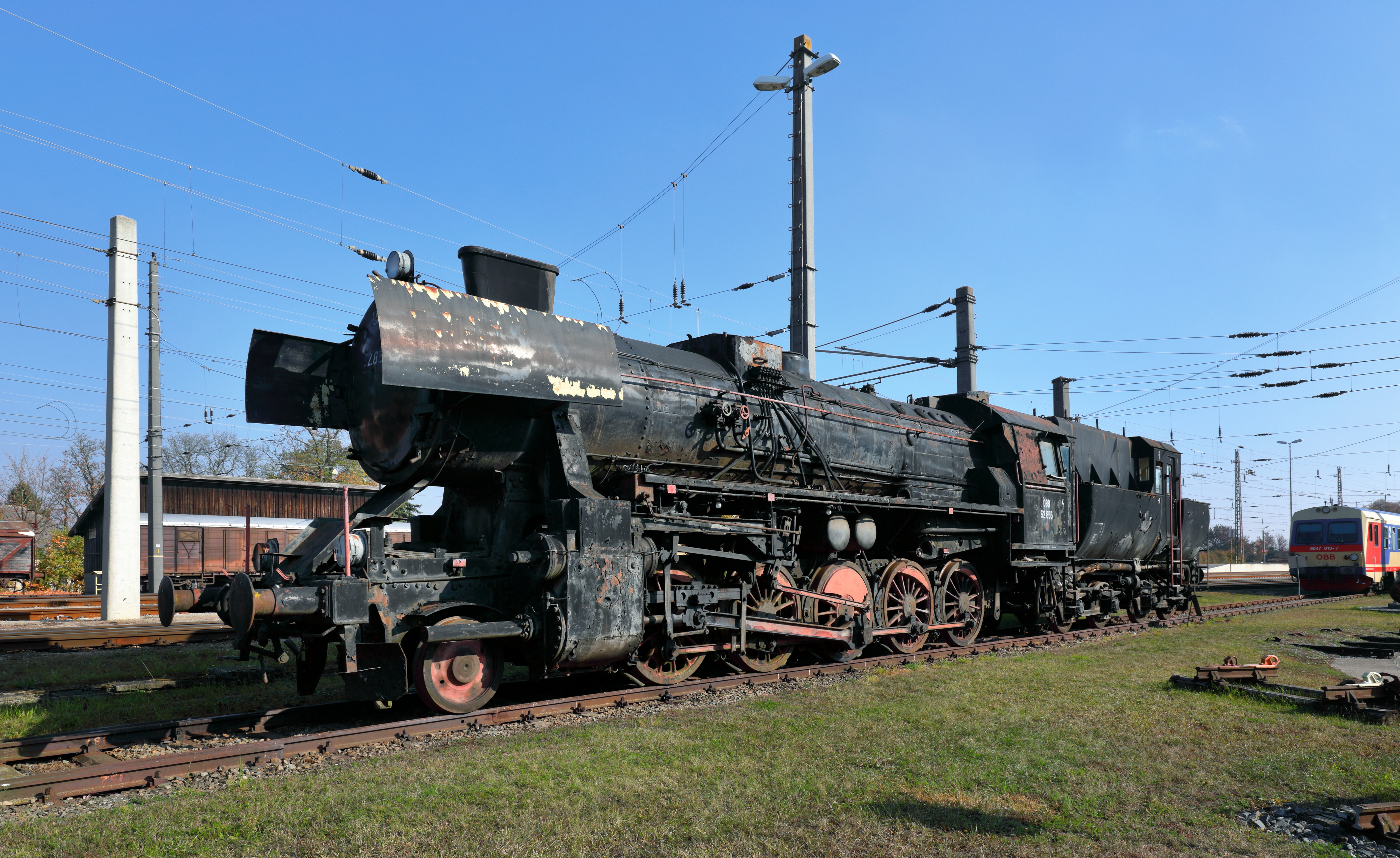
Locomotive à vapeur 52.855, construite en 1944 par l' Oberschlesische Lokomotivwerke Krenau

Fablok est intégrée de force à la société Henschel & Son sous le nom d'Erste Lokomotivfabrik in Polen AG Chrzanow (1939–1941) , et par voie de conséquence, dans l'Association des entreprises allemandes de locomotives ( allemand : Deutsche Lokomotivbau-Vereinigung). Ensuite, dès 1941, elle devient l'Oberschlesische Lokomotivwerke Krenau . A la fin de la guerre, l'ingénieur en chef du bureau d'études Klemens Stefan Sielecki et ses collègues mettent en lieu sûr la documentation technique des productions antérieures de Fablok que l'occupant leur avait demandé de détruire.

### Pendant le communisme (1945-1989)

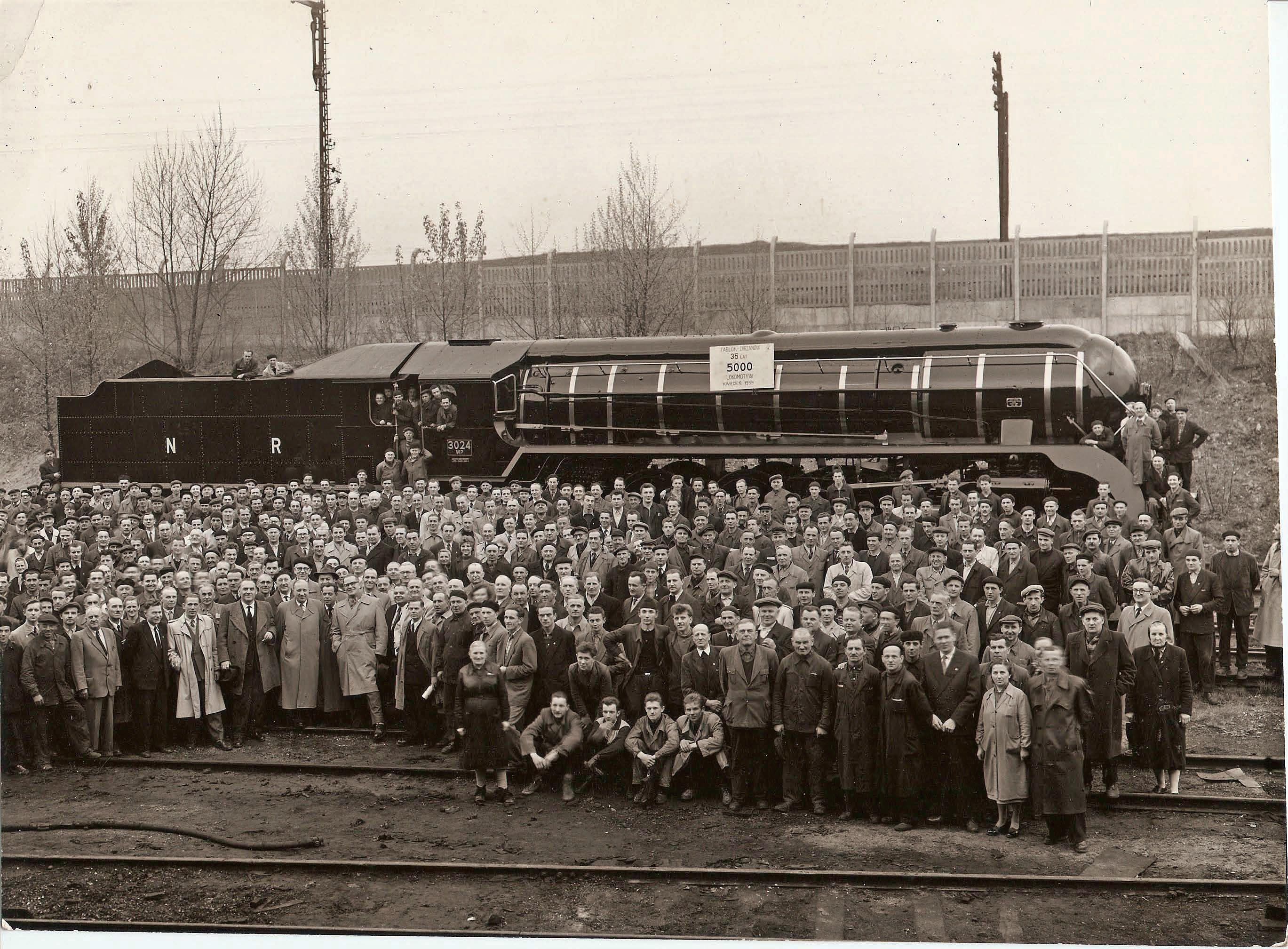
Photo de groupe des employés de Fablok célébrant la production de la locomotive indienne de classe WP #5000, en 1959.

Après la libération de la Pologne, l'entreprise redémarre et produit des locomotives sur base des plans sauvegardés des locomotives de guerre allemandes.
La société sera nationalisée dès 1947 et le nom officiel deviendra Fablok. L'ingénieur Sielecki conserve son poste de directeur du centre d'étude jusqu'en 1964. Après cela, il a été conseiller technique jusqu'à sa retraite le 31 mars 1971. Sous sa direction, la production a été rétablie pour plusieurs types de locomotives, 12 de ces types standardisés étaient destinées à l'exportation dans les divers pays d'obédience communiste.
Les marchés d'exportation pour ces locomotives à vapeur à écartement standard, qu'elles soient destinées aux trains de voyageurs rapides et locaux, aux trains de fret et aux dessertes industrielles étaient l'Albanie, la Chine, la Hongrie, l'Inde, la Corée, la Roumanie et le Vietnam.
Les motrices pour voie étroite ont été exportées vers l'Albanie, la Bulgarie, la Chine, la Roumanie, l'Union soviétique et la Yougoslavie.
La dernière locomotive à vapeur a été produite en 1963. Fablok n'a jamais produit elle-même les chaudières pour ses locomotives à vapeur, celles-ci étaient principalement fournies par Fabryka Budowy Kotłów (Littéralement : "la fabrique de chaudières"), appelée jusqu'en 1945 "Fitzner et Gamper" de Sosnowiec ; plus tard également par d'autres producteurs.
La production de locomotives diesel a commencé en 1948.
Dès le début des années 1960, la gamme de produits s'élargit vers l'ensemble des matériels roulants ferroviaires (voitures et wagons).
En 1977, le catalogue s'élargit encore vers la machinerie pour le secteur de la construction et son nom a été changé en Fabryka Maszyn Budowlanych i Lokomotyw BUMAR-FABLOK (Usine de construction de machines et de locomotives BUMAR-FABLOK). L'usine est reprise par l asociété Zjednoczenie Przemyslu Maszyn Budowlanych BUMAR (Association BUMAR de l'industrie des machines de construction) de Varsovie. La production comprend des excavatrices d'une capacité de godet de 1,2 mètre cube, des grues d'une capacité de levage de 25 à 28 tonnes, des grues routières automotrices et des flèches télescopiques hydrauliques.

### Période autonome (1990-2013)
La chute du mur de Berlin entraine la privatisation de la société en 2001, qui prend la forme d'une double société par actions, l'une détenue par son personnel, conservant le nom "Fablok", détenant 60% de l'autre, qui comporte l'outil de production et conserve le nom "Bumar-Fablok". En 2003, la totalité des actions de "Bumar-Fablok" passe sous le contrôle de la société contrôlée par les employés "Fablok".
Le 3 avril 2009, le nom de la société a été changé en Pierwsza Fabryka Lokomotyw w Polsce "Fablok" SA (Première usine de locomotives en Pologne "Fablok" SA) alors que la société ne fabrique plus de locomotives.
En 1999, l'entreprise avait obtenu la certification ISO 9001.

### Faillite et reprise (2013-...)
Le 21 mai 2013, un tribunal de Cracovie annonce la faillite de l'entreprise. Les installations de Fablok sont rachetées par la société Martech Plus dont le siège est à Łaziska Górne. L'activité reprends très partiellement, limitée au forgeage de pièces métalliques et à leur traitement thermique.